# Chloropoea albovittata
Chloropoea albovittata är en fjärilsart som beskrevs av Schultze 1920. Chloropoea albovittata ingår i släktet Chloropoea och familjen praktfjärilar. Inga underarter finns listade i Catalogue of Life.